# El Pochote
El Pochote är en liten badort och en comarca vid Stillahavskusten i södra Nicaragua. Den ligger i kommunen San Juan del Sur, ett par kilometer från gränsen till Costa Rica.

## Befolkning
El Pochote har 395 invånare (2005) i comarcan.

## Aktiviteter
El Pochote har två fina sandstränder med utmärkta badmöjligheter: Playa Piñuela och Playa El Naranjo.